# Бронто
«Производство специальных автомобилей „Бронто“» («ПСА „Бронто“») — подразделение по производству спецавтомобилей и внедорожников «АвтоВАЗ».

## История
В 1993 году в составе научно-исследовательского центра «АвтоВАЗ» было образовано производство специальных бронированных автомобилей и внедорожников на платформе автомобиля «Нива» — компания «ПСА „Бронто“». В следующем году было продано более 200 экземпляров этой модели, что позволило предприятию начать работу над новыми проектами.
Развивая модель «АвтоВАЗа» ВАЗ-2121 «Нива», компания создала вездеход «Lada-Бронто 1922-00 Марш-1» (также известный как болотоход и снегоболотоход), вызвавший большой интерес на московском автосалоне 1995 года. Этот автомобиль предназначен для работы в специфичных условиях, которые связаны с преодолением топких болот, глубоких снегов, песчаных барханов. Первые его экземпляры отправились в Сургут и Надым. В 2002 году более 30 внедорожников 192200 «Марш» было закуплено правительством Якутии.
В 1996 году началось сотрудничество компании ПСА «Бронто» со Сбербанком России, для которого компания изготовила 500 инкассаторских бронеавтомобилей. Получив продолжения в новых модификаций в 2002 году на платформе Надежда "Бронто-212090 и на платформе Нива «Бронто-213102». В 2004 году на платформе Шевроле Нива для инкассации выпущена модель «Бронто-194900».
В 2002 году на платформе минивэна «Lada Надежда» и «Нивы» была создана модификация вездехода «Марш-2». Его салон позволял с комфортом разместиться восьми пассажирам: два человека помещалось на передних сиденьях, а шесть — на задних. При этом задние места быстро трансформировались в спальные, что позволяло перевозить больных и пострадавших. Машина оснащалась двумя топливными баками по 70 литров, а ее конструкция делала возможным установку на автомобиль бензиновых и дизельных силовых агрегатов ВАЗ. Первыми заказчиками новой модификации стал ОАО «Центрэнерго» РАО ЕЭС России.
В 2005 году ПСА «Бронто» на базе «Нивы» создала открытый автомобиль «Ландоле», разработанный конструктором Сергеем Самойловым. Разработала опытный образец электромобиля «Бронтокар».
В 2009 году ПСА «Бронто» на платформе Нива «Рысь» создала внедорожник в камуфлированной армейской раскраске, который получил продолжение в серии «Нива-Рысь-1», «Нива-Рысь-2» и «Нива-Рысь-3». Последняя серия «Рысь-3» также известна как «Нива-Бронто 213102-771-40 „Форс-Комдив“».
В 2012 году «АвтоВАЗ» вернул в свой состав компанию ВИС-АВТО, которая ранее находилось в структуре группы компаний «СОК», объединив её с «Бронто».

## Галерея

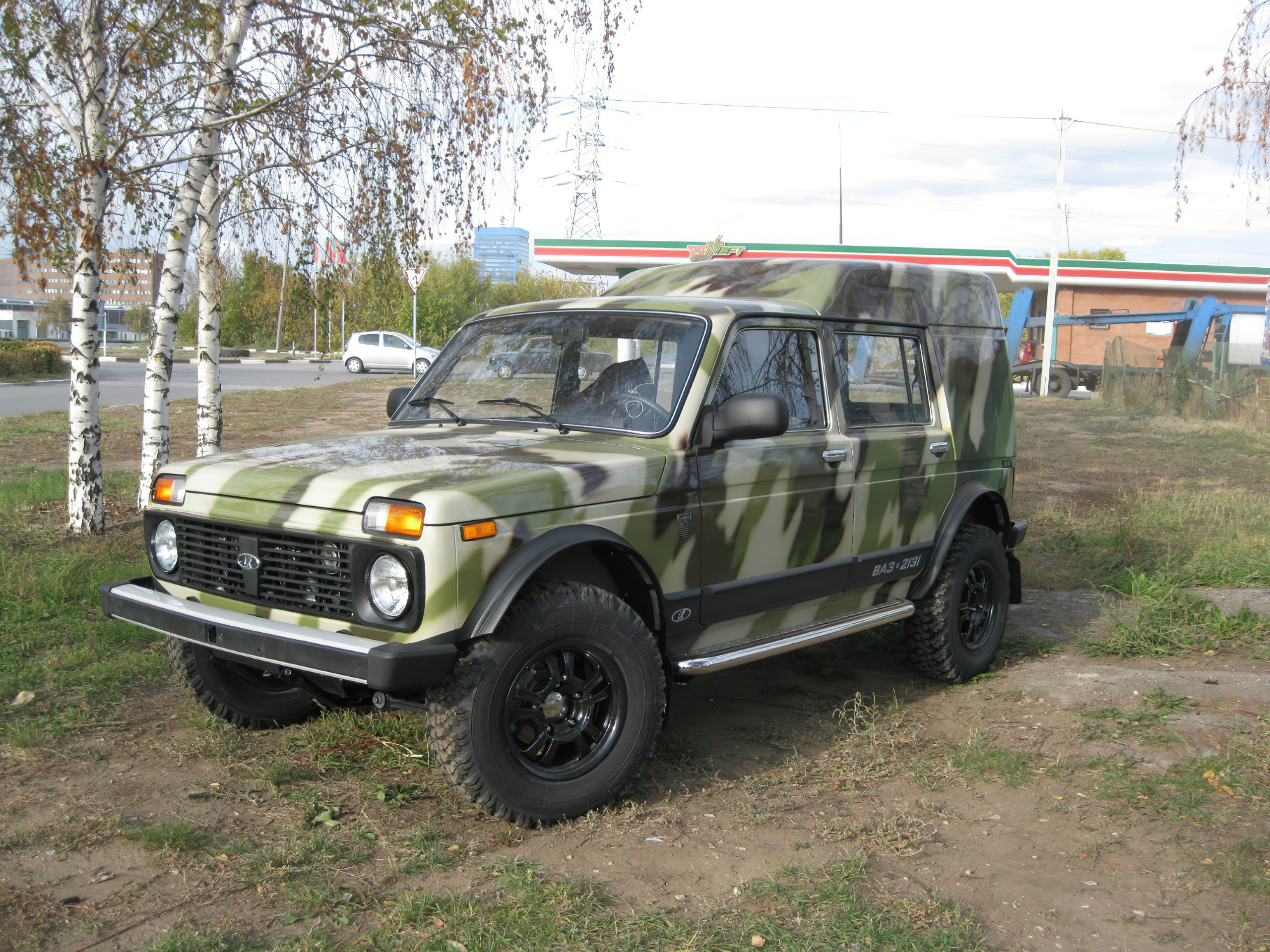
Нива-Бронто 213102-771-40 «Форс-Комдив»
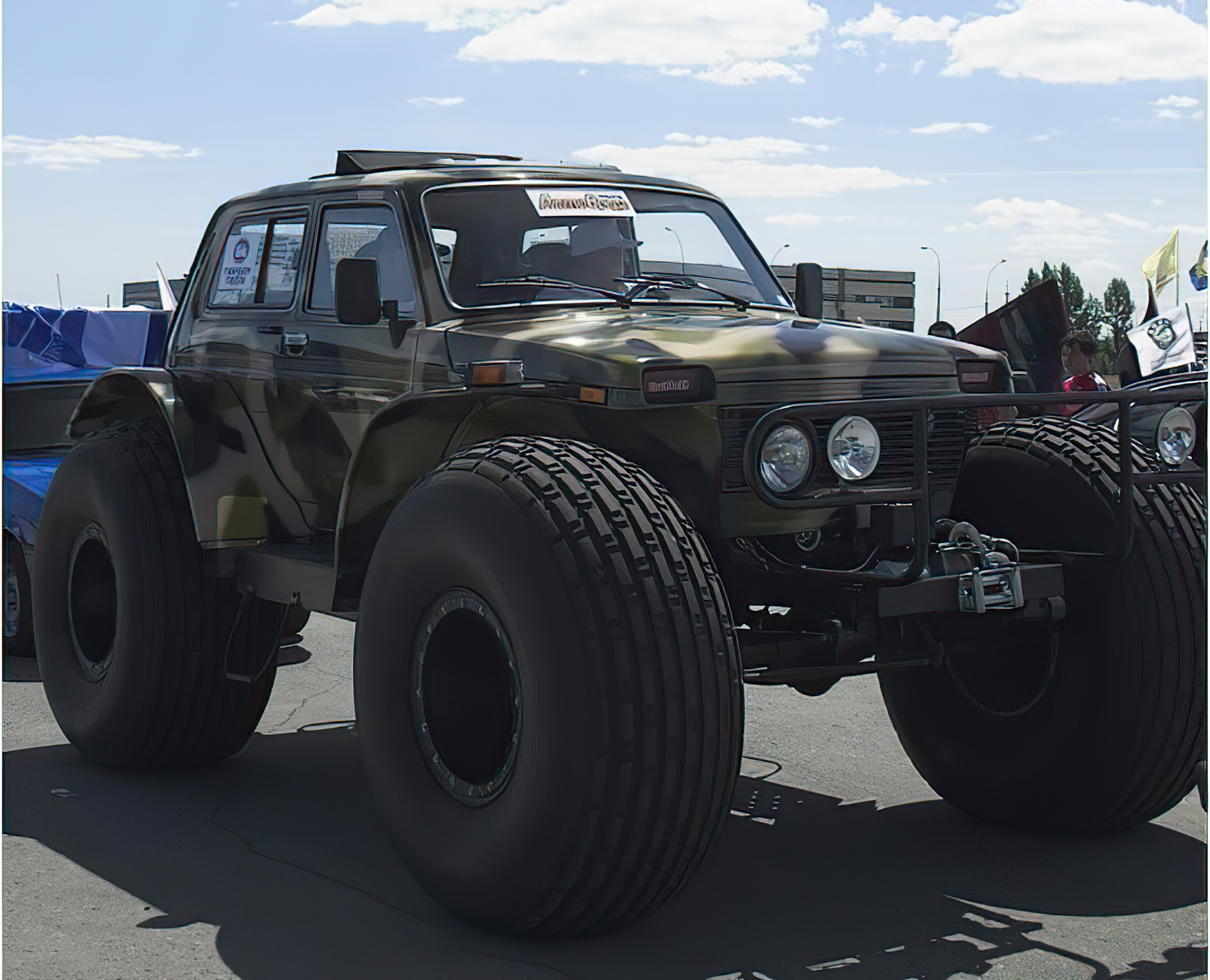
Марш-1 — вездеход
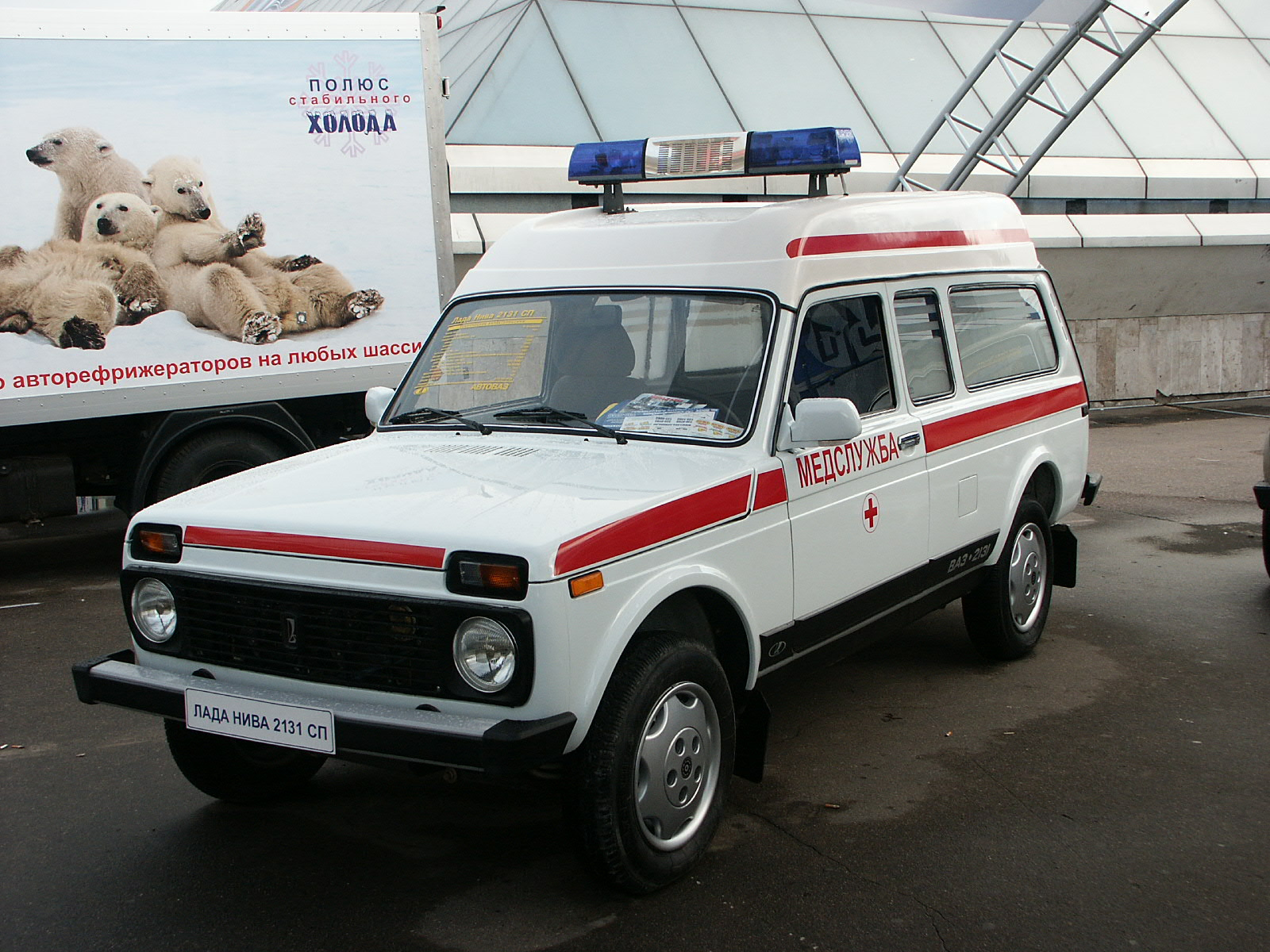
LADA 4x4 5D «Скорая помощь»
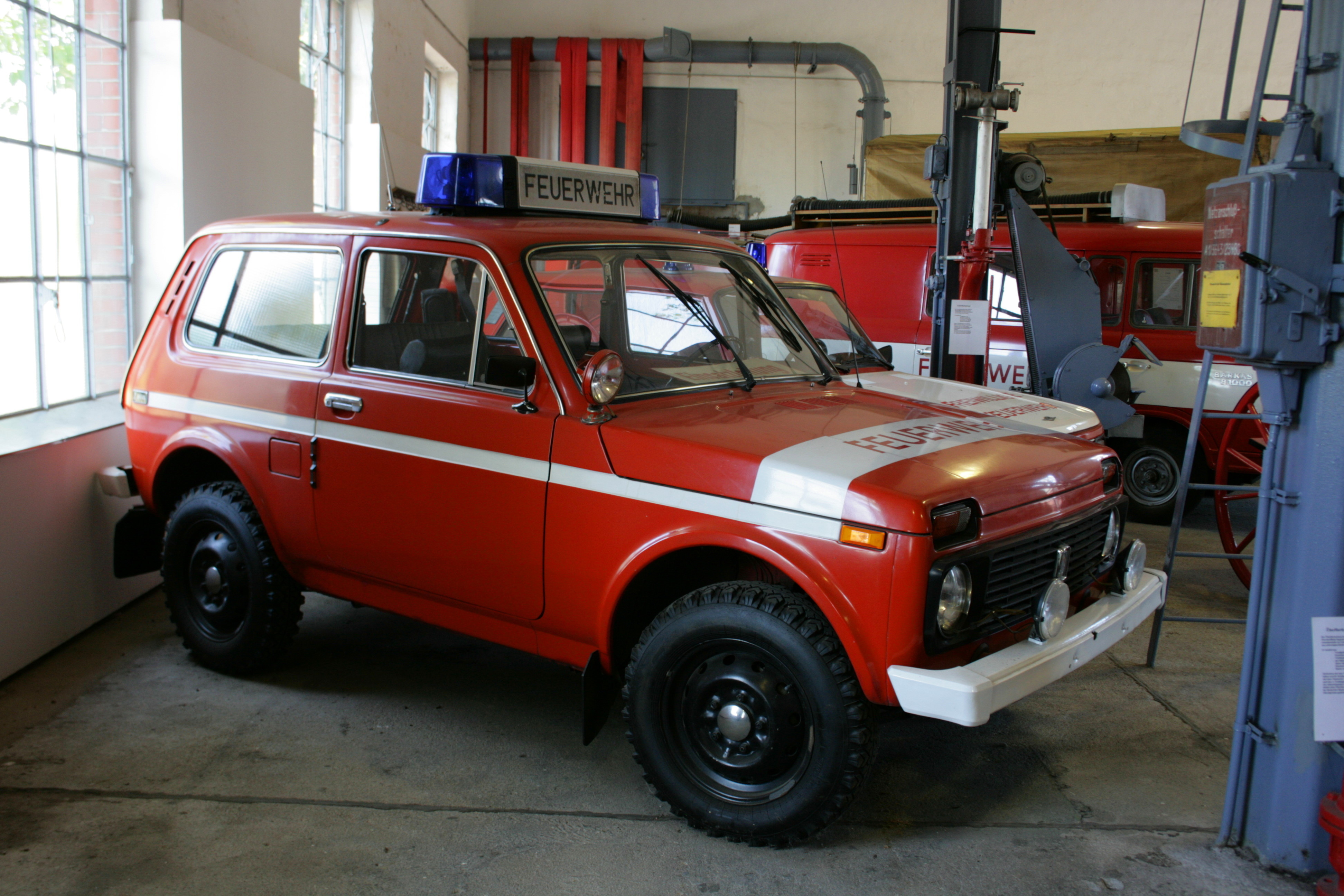
LADA 4x4 «Пожарная»
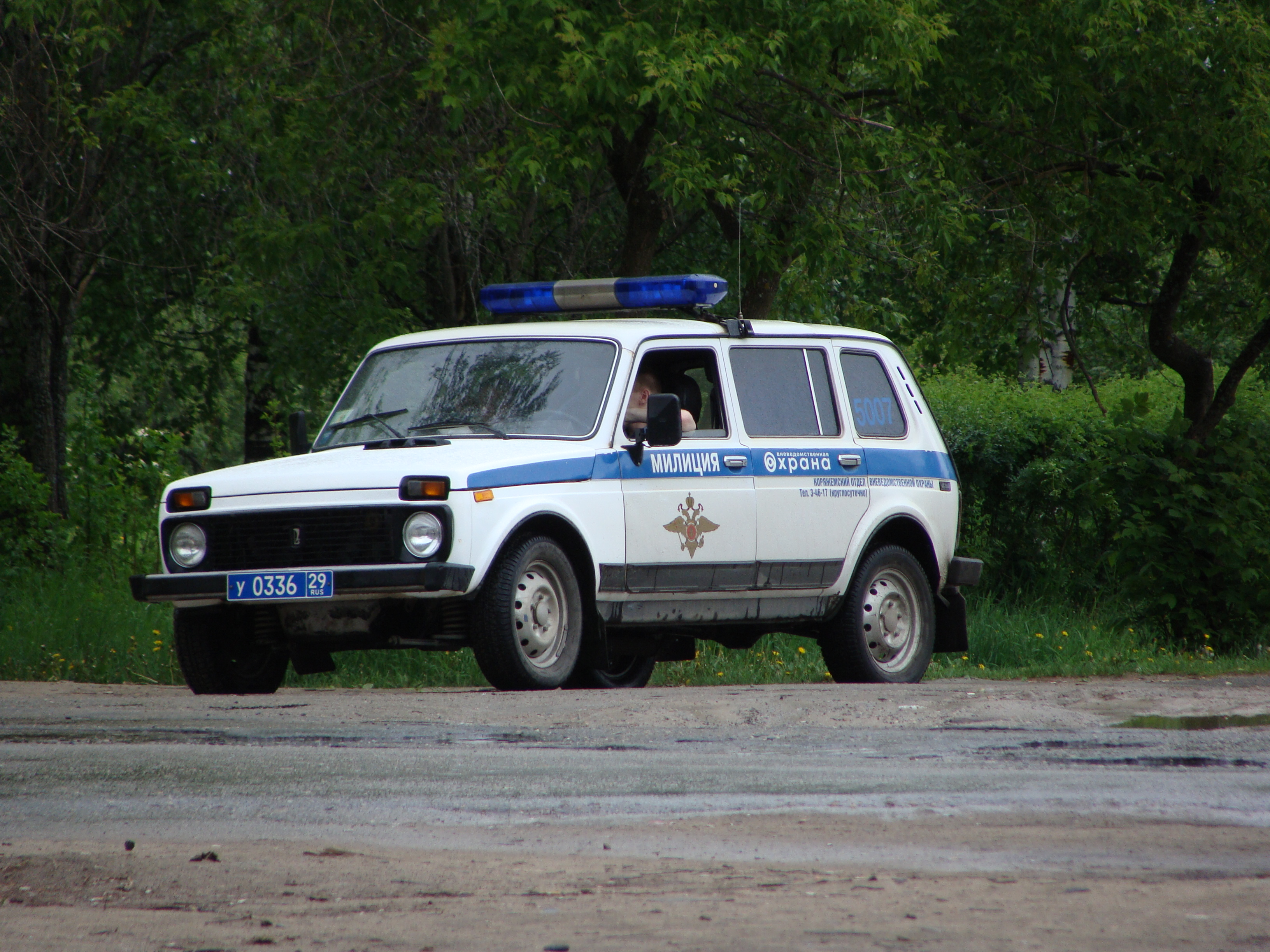
LADA 4x4 5D «Милиция»
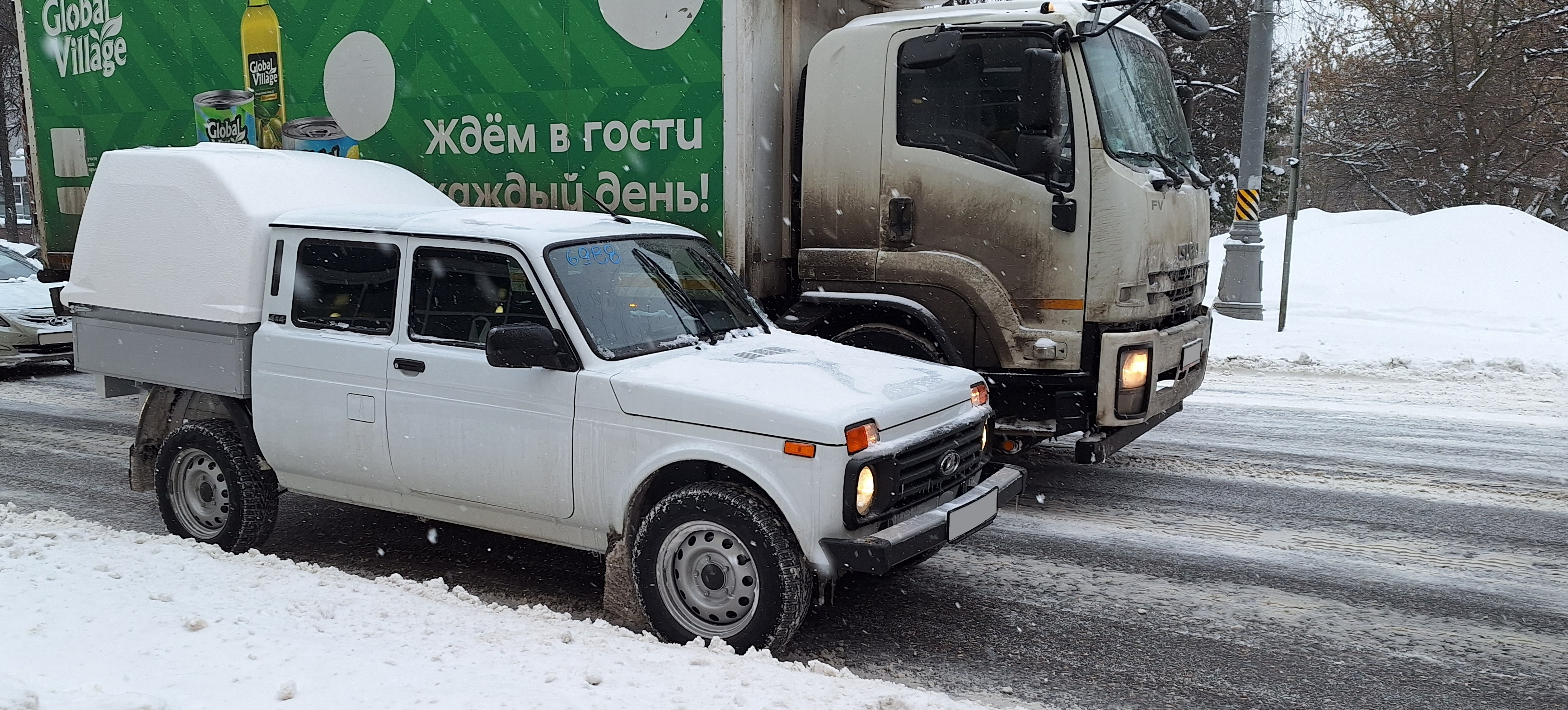
212140-070-20 «Рысь»